# Daniel Dolejš
Daniel Dolejš (* 4. července 1994 Humpolec) je český lední hokejista hrající na postu brankáře.

## Život
S hokejem začínal v havlíčkobrodském klubu. Za něj nastupoval i ve svých mládežnických letech. V té době patřil rovněž do mládežnických reprezentačních výběrů své vlasti. V sezóně 2010/2011, kdy hrál za havlíčkobrodský výběr do osmnácti i dvaceti let, nastupoval v rámci hostování též za muže Spartaku Pelhřimov. Následující ročník (2011/2012) postupně hrál za havlíčkobrodský výběr do osmnácti a dvaceti let, k jednomu zápasu nastoupil rovněž za tamní mužský tým a dalších pětadvacet utkání odehrál za muže Pelhřimova.
V sezóně 2012/2013 nastupoval již pouze za havlíčkobrodské muže. Za ně začal i následující ročník (2013/2014), během něhož se přesunul do Vítkovic hrajících nejvyšší soutěž v České republice. Součástí jejich kádru byl po následujících devět sezón až do ročníku 2022/2023. V průběhu tamního působení v rámci střídavých startů hostoval i v dalších českých celcích z nižších soutěží, a sice v Havířově (během sezóny 2017/2018), Porubě (2018/2019), Šumperku a Havířově (2021/2022) a opět Porubě (2022/2023). Zahrál si s nimi i Ligu mistrů. Následně pro ročník 2023/2024 do celku z Poruby přestoupil. V tomtéž ročníku byl navíc zpět do vítkovického týmu zapůjčen na hostování, nicméně do soutěžního utkání nezasáhl. Pro sezónu 2024/2025 je opět členem mančaftu z Poruby.